# Gare de Lokeren
La gare de Lokeren (en néerlandais : station Lokeren) est une gare ferroviaire belge de la ligne 59, d'Anvers à Gand-Dampoort, située à proximité du centre de la ville de Lokeren, dans la province de Flandre-Orientale en Région flamande.
Elle est mise en service en 1847 par la Compagnie du chemin de fer d'Anvers à Gand par Saint-Nicolas et Lokeren. C'est une gare de la Société nationale des chemins de fer belges (SNCB) desservie par des trains InterCity (IC), suburbains (S34 et S53) et d'heure de pointe (P).

## Situation ferroviaire
Établie à 5 mètres d'altitude, la gare de Lokeren est située au point kilométrique. (PK) 36,200 de la ligne 59, d'Anvers à Gand-Dampoort, entre les gares ouvertes de Sinaai et de Beervelde. C'est une gare de bifurcation aboutissement de la ligne 57, de Termonde à Lokeren, après la gare de Zele.

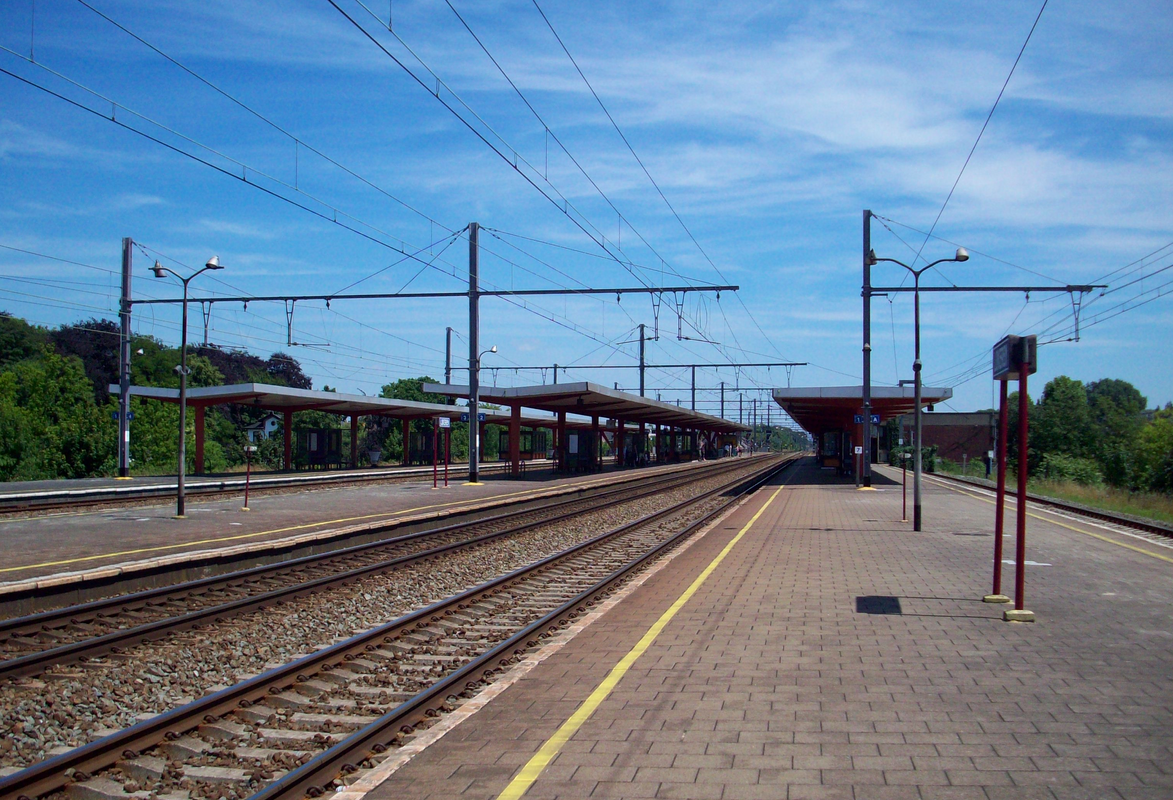
Intérieur de la gare

## Histoire
La « station de Lokeren » est mise en service le 9 août 1847 par la Compagnie du chemin de fer d'Anvers à Gand par Saint-Nicolas et Lokeren, lorsqu'elle ouvre à l'exploitation son chemin de fer de Gand à Anvers. Lors de cette ouverture, le bâtiment pour l'exploitation n'est pas encore terminé.

## Service des voyageurs

### Accueil
Gare SNCB, elle dispose d'un bâtiment voyageurs, avec guichets, ouvert tous les jours. Elle est équipée d'automates pour l'achat de titres de transport et de consignes à bagages automatiques. Des aménagements, équipements et services sont à la disposition des personnes à la mobilité réduite. Un buffet est installé en gare.
Un passage souterrain permet la traversée des voies et le passage d'un quai à l'autre.

### Desserte
Lokeren est desservie par des trains InterCity (IC), Suburbains (S34 et S53) et d'Heure de pointe (P) de la SNCB, qui effectuent des missions sur les lignes commerciales 59 (Gand - Anvers) et 60 (Bruxelles - Lokeren) (voir brochures SNCB).
En semaine, la gare possède sept dessertes cadencées chaque heure :
- des trains IC-02 : Ostende - Bruges - Gand-Saint-Pierre - Saint-Nicolas - Anvers-Central ;
- des IC-04 : Anvers-Central - Gand-Saint-Pierre - Courtrai continuant soit vers Poperinge, soit vers Mouscron et Lille-Flandres ;
- des IC-26 : Courtrai - Tournai - Ath - Enghien - Bruxelles-Midi - Termonde - Lokeren - Saint-Nicolas ;
- des IC-28 : Anvers-Central - Saint-Nicolas - Gand-Saint-Pierre - Lichtervelde - La Panne ;
- des trains S53 de Gand-Saint-Pierre à Lokeren ;
- des trains S34 (deux par heure) de Saint-Nicolas à Anvers-Central et de Lokeren à Anvers-Central, une partie de ces derniers étant prolongés entre Termonde et Lokeren.

Les week-ends et jours fériés, il n'y a que quatre trains par heure : des IC-02 et IC-04 (circulant comme en semaine) des IC-22 de Gand-Saint-Pierre à Lokeren via Bruxelles-Midi et Termonde ainsi que des trains S53 desservant toutes les gares entre Gand-Saint-Pierre et Anvers-Central. Durant les vacances d'été deux trains dits touristiques (ICT) relient Anvers-Central à Blankenberge (le matin, retour en soirée) et s'arrêtent à Lokeren.

### Intermodalité
Un parc pour les vélos et un parking pour les véhicules y sont aménagés. Des bus De Lijn desservent la gare.

## Comptage voyageurs
Ce graphique et tableau montre le nombre de voyageurs embarquant en moyenne durant la semaine, le samedi et le dimanche.
| Nombre de passagers qui embarquent à la gare de Lokeren | Nombre de passagers qui embarquent à la gare de Lokeren | Nombre de passagers qui embarquent à la gare de Lokeren | Nombre de passagers qui embarquent à la gare de Lokeren |
|                                                         | Semaine                                                 | Samedi                                                  | Dimanche                                                |
| ------------------------------------------------------- | ------------------------------------------------------- | ------------------------------------------------------- | ------------------------------------------------------- |
| 1977                                                    | 2 068                                                   | 633                                                     | 574                                                     |
| 1978                                                    | 2 404                                                   | 537                                                     | 477                                                     |
| 1979                                                    | 2 773                                                   | 626                                                     | 592                                                     |
| 1980                                                    | 2 607                                                   | 703                                                     | 605                                                     |
| 1981                                                    | 3 569                                                   | 1 107                                                   | 1 118                                                   |
| 1982                                                    | 3 921                                                   | 1 127                                                   | 959                                                     |
| 1983                                                    | 4 100                                                   | 1 097                                                   | 970                                                     |
| 1984                                                    | 4 056                                                   | 1 066                                                   | 970                                                     |
| 1985                                                    | 4 246                                                   | 1 166                                                   | 1 218                                                   |
| 1986                                                    | 4 030                                                   | 1 157                                                   | 1 011                                                   |
| 1987                                                    | 4 073                                                   | 1 160                                                   | 1 168                                                   |
| 1988                                                    | 3 499                                                   | 1 038                                                   | 919                                                     |
| 1989                                                    | 3 715                                                   | 958                                                     | 873                                                     |
| 1990                                                    | 3 395                                                   | 943                                                     | 803                                                     |
| 1991                                                    | 3 415                                                   | 993                                                     | 1 156                                                   |
| 1992                                                    | 3 311                                                   | 1 150                                                   | 978                                                     |
| 1993                                                    | 3 433                                                   | 1 205                                                   | 1 018                                                   |
| 1994                                                    | 3 442                                                   | 1 118                                                   | 990                                                     |
| 1995                                                    | 3 427                                                   | 994                                                     | 966                                                     |
| 1996                                                    | 3 536                                                   | 972                                                     | 1 003                                                   |
| 1997                                                    | 3 722                                                   | 1 196                                                   | 1 191                                                   |
| 1998                                                    | 3 567                                                   | 1 185                                                   | 975                                                     |
| 1999                                                    | 3 549                                                   | 1 861                                                   | 1 562                                                   |
| 2000                                                    | 3 770                                                   | 1 544                                                   | 1 174                                                   |
| 2001                                                    | 3 519                                                   | 1 139                                                   | 1 090                                                   |
| 2002                                                    | 3 666                                                   | 1 350                                                   | 1 338                                                   |
| 2003                                                    | 4 434                                                   | 1 501                                                   | 1 245                                                   |
| 2004                                                    | 4 370                                                   | 1 526                                                   | 1 142                                                   |
| 2005                                                    | 4 847                                                   | 1 643                                                   | 1 765                                                   |
| 2006                                                    | 4 083                                                   | 1 596                                                   | 1 263                                                   |
| 2007                                                    | 5 120                                                   | 2 285                                                   | 2 054                                                   |
| 2008                                                    | -                                                       | -                                                       | -                                                       |
| 2009                                                    | 5 039                                                   | 2 192                                                   | 2 008                                                   |
| 2010                                                    | -                                                       | -                                                       | -                                                       |
| 2011                                                    | -                                                       | -                                                       | -                                                       |
| 2012                                                    | 4 917                                                   | 1 774                                                   | 1 619                                                   |
| 2013                                                    | 4 934                                                   | 1 849                                                   | 1 395                                                   |
| 2014                                                    | 4 693                                                   | 1 904                                                   | 1 822                                                   |
| 2015                                                    | 4 597                                                   | 2 070                                                   | 1 803                                                   |
| 2016                                                    | 4 197                                                   | 1 631                                                   | 1 629                                                   |
| 2017                                                    | 4 587                                                   | 2 134                                                   | 1 950                                                   |
| 2018                                                    | 5 302                                                   | 2 396                                                   | 1 902                                                   |
| 2019                                                    | 5 249                                                   | 2 318                                                   | 1 381                                                   |
| 2020                                                    | 3 281                                                   | 1 237                                                   | 1 142                                                   |
| 2021                                                    | -                                                       | -                                                       | -                                                       |
| 2022                                                    | 4 512                                                   | 4 312                                                   | 2 205                                                   |
| 2023                                                    | 3 897                                                   | 2 200                                                   | 2 167                                                   |
| 2024                                                    | 4 945                                                   | 2 231                                                   | 2 129                                                   |

## Galerie de photographies

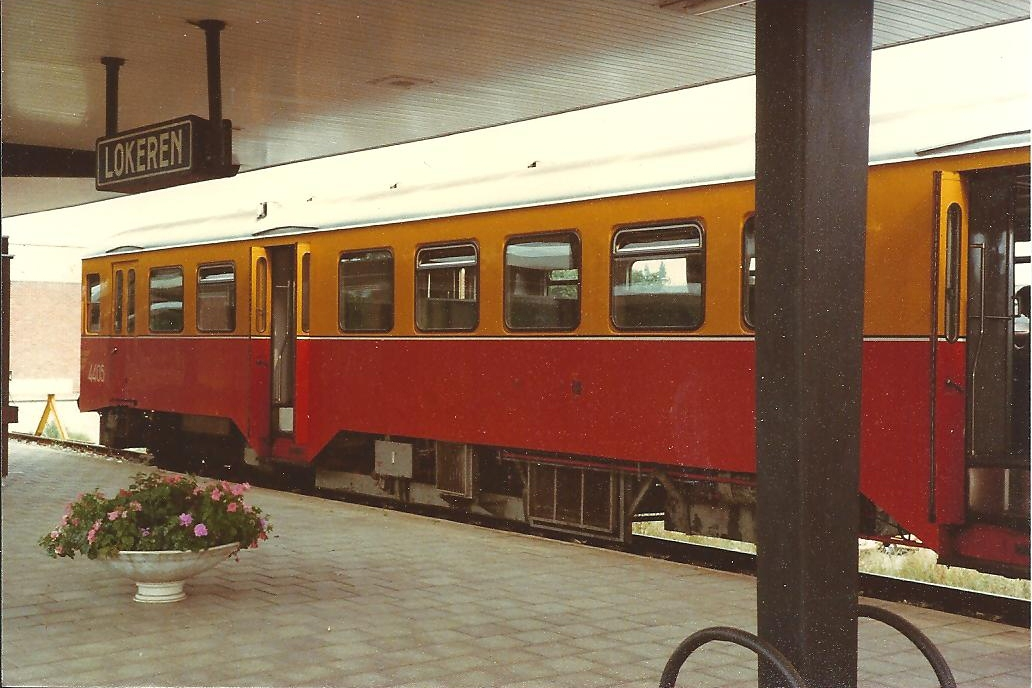
Autorail en 1979
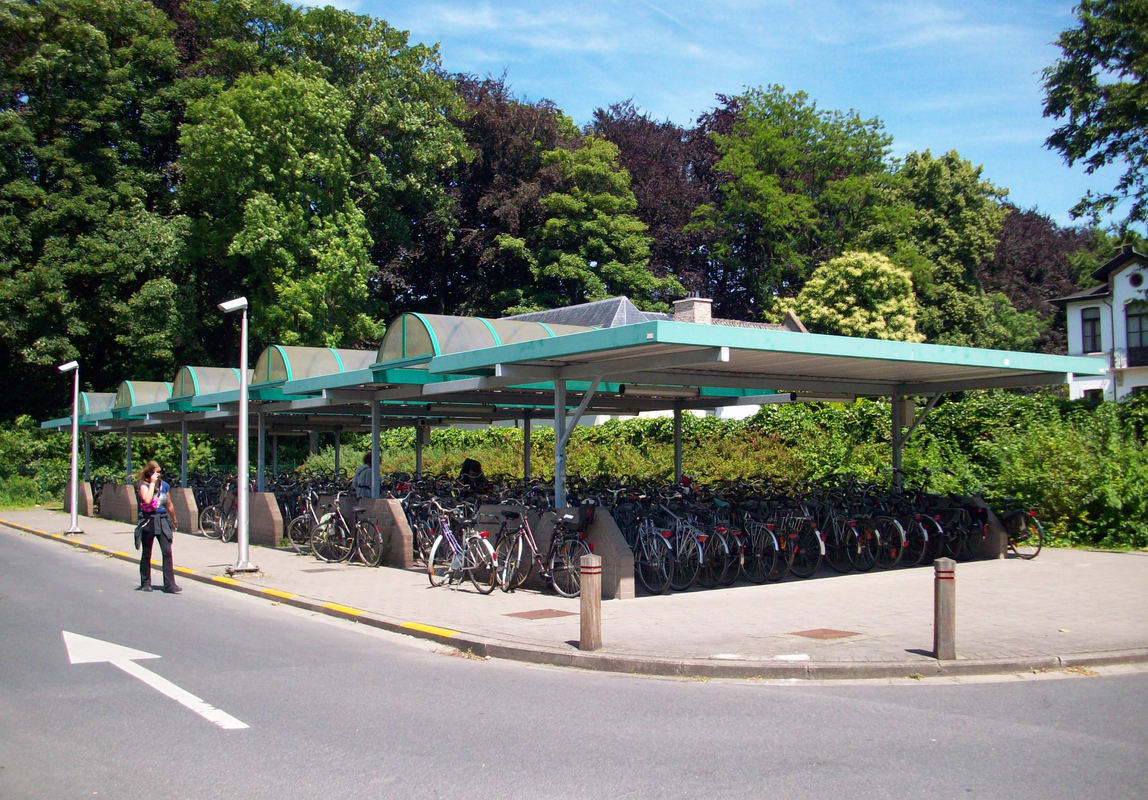
Abri à vélos.
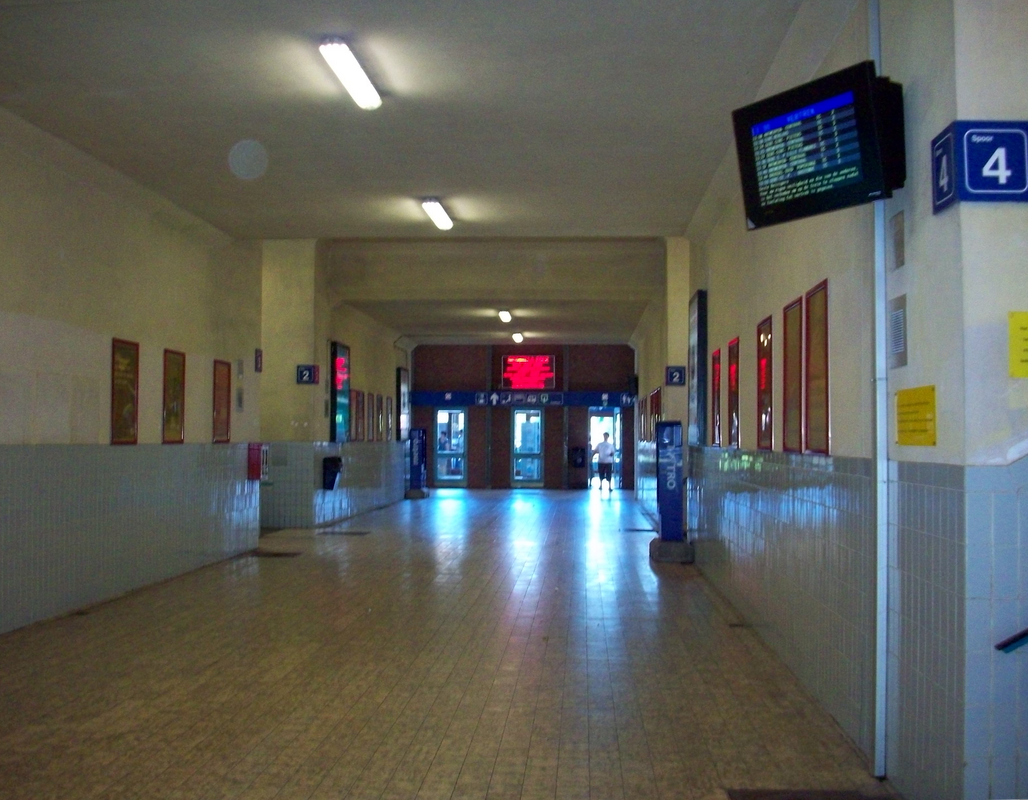
Hall et accès aux quais.
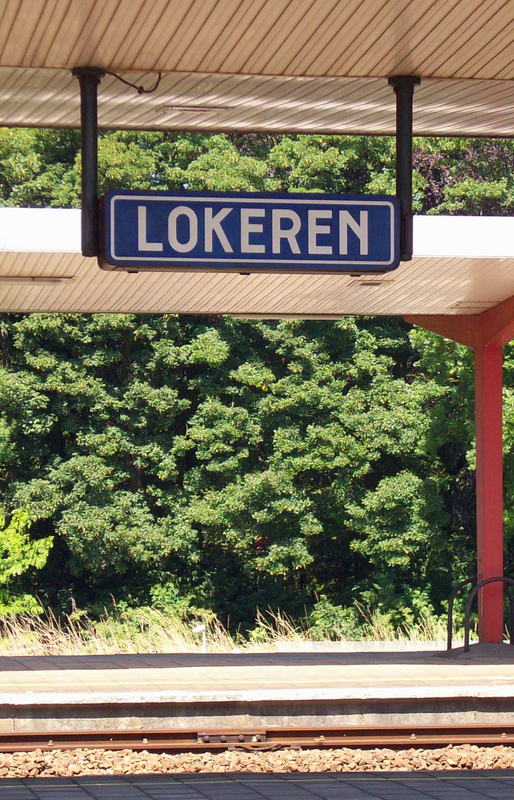
Panneau de quai.